# Джастін Абделькадер
Джастін Абделькадер (англ. Justin Abdelkader; 25 лютого 1987, м. Маскегон, США) — американський хокеїст, лівий нападник. Виступає за «Детройт Ред-Вінгс» у Національній хокейній лізі.
Виступав за Мічиганський ніверситет (NCAA), «Детройт Ред-Вінгс», «Гренд-Репідс Гріффінс» (АХЛ).
В чемпіонатах НХЛ — 398 матчів (61+71), у турнірах Кубка Стенлі — 59 матчів (5+7).
У складі національної збірної США учасник чемпіонату світу 2012 і 2014 (15 матчів, 4+4). У складі молодіжної збірної США учасник чемпіонату світу 2007.
Досягнення
- Бронзовий призер молодіжного чемпіонату світу (2007).